# Història de Cap Verd
Cap Verd va ser una antiga colònia portuguesa a l'Àfrica occidental, que esdevingué país independent el 1975 i avui dia és una república. Les illes van ser descobertes el 1460 pels portuguesos, que les van trobar deshabitades. Van començar a colonitzar-les per mitjà de capitanies hereditàries dos anys més tard, a on van portar esclaus africans per plantar cotó, arbres fruiters i canyamel. Amb la prosperitat, van venir-hi pirates francesos, holandesos i anglesos que van atacar les illes innombrables vegades durant els segles següents.
Fins a mitjan segle xix Cap Verd fou un important empori del tràfic d'esclaus pels Estats Units d'Amèrica, el Carib i el Brasil. Amb l'abolició del tràfic d'esclaus el 1878 a Portugal i les seves colònies l'interès comercial de l'arxipèlag va disminuir; només tornà a tenir importància a partir de mitjan segle xx.

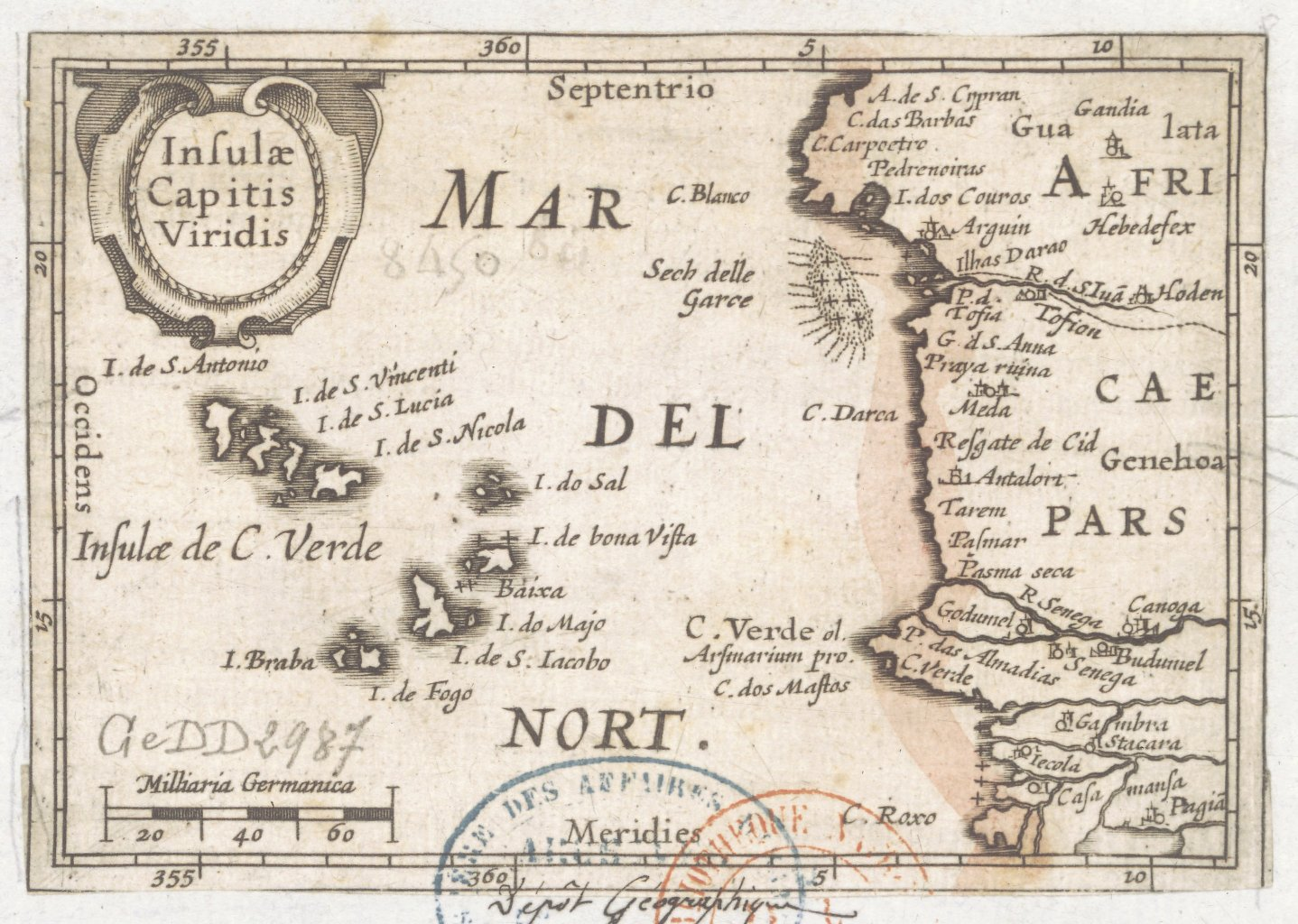
Insulae Capitis Viridis (1598), mostrant Cap Verd

Amb la decadència econòmica i les constants sequeres en l'àrid sòl de l'arxipèlag, l'emigració poblacional de la colònia de Cap Verd es va tornar ferma des de l'inici del segle xx.

## Possibles referències clàssiques
Cap Verd podria estar referenciat en els treballs De choreographia de Pomponi Mela i Historia naturalis de Plini el Vell. Ells anomenaren les illes "Gorgades" en record de la llar de la mítica Gòrgona assassinada per Perseu i després, en un antic típic eümerisme, l'interpreta (en contra de la interpretació escrita original) com el lloc on el cartaginès Hannó el Navegant "va matar dues dones goril·la" i va portar les seves pells al temple de la deïtat femenina Tanit (la Juno cartaginesa) a Cartago.
Segons Plini el Vell, el grec Xenofont de Làmpsac afirma que les Gorgades (Cap Verd) estaven situades d'aquí a dos dies d'"Hesperu Ceres" - avui anomenat Cap Verd, la part més occidental del continent africà. Segons Plini el Vell i la seva citació per Gai Juli Solí, el temps de viatge per mar des d'Atlantis creuant les Gorgades a les illes de les Dames d'Occident (Hespèrides) era d'uns 40 dies.
Les illes de la Benedicció, descrites per Marí de Tir i referenciades per Ptolemeu en la seva Geographia, podrien haver estat les illes de Cap Verd.

## Possibles visites d'Àfrica
Els exploradors portuguesos van descobrir les illes el 1456 i les descriuen com a deshabitades. No obstant això, tenint en compte els vents dominants i els corrents oceànics a la regió, les illes podrien molt bé haver estat visitades per pescadors magrebís, wòlofs, sereres o potser lebus de la costa de Guinea (regió).
El folklore sugereeix que les illes podrien haver estat visitades pels àrabs segles abans de l'arribada dels europeus. L'escriptor i historiador portuguès Jaime Cortesão (1884—1960) va informar que havia escoltat una història que els àrabs havien visitat una illa a la qual es referien com "Aulil" o "Ulil", d'on van agafar sal d'origen natural d'una salina. Alguns creuen que es podria referir a l'illa de Sal. En qualsevol cas, les visites haurien estat esporàdiques i no van suposar-ne l'ocupació.

## Descobriment i assentament europeu

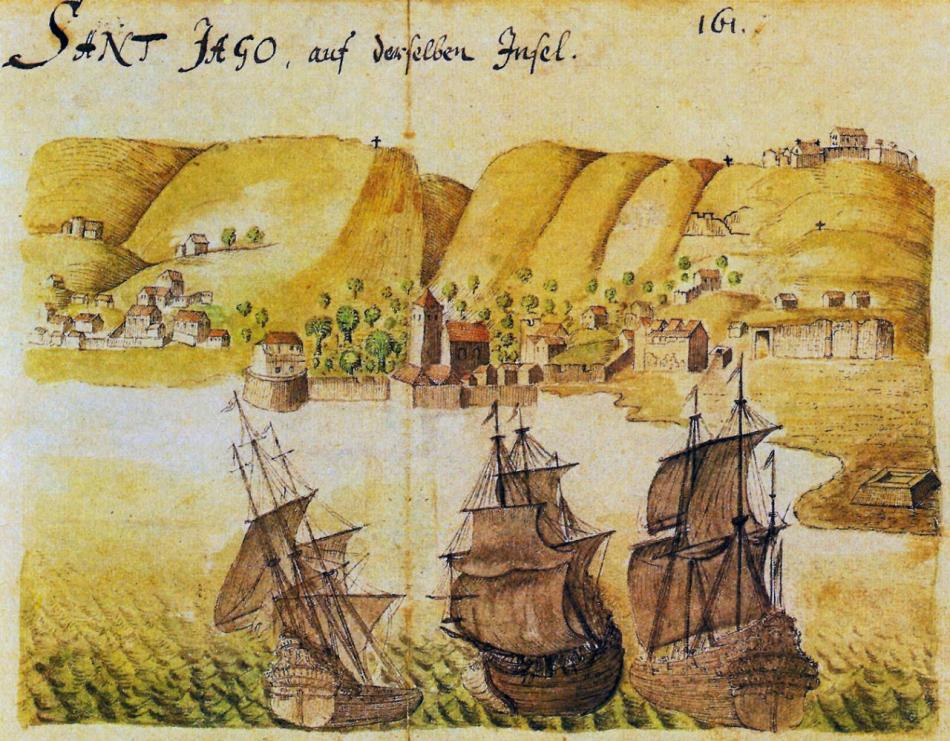
Aquarel·la de Cidade Velha per Caspar Schmalkalden, 1646

El 1456, al servei del príncep Enric el Navegant, Alvise Cadamosto, Antoniotto Usodimare (dos capitans venecians i genovès respectivament) i un capità portuguès de qui es desconeix el nom, van descobrir plegats algunes illes. En la dècada següent Diogo Gomes i António de Noli, també capitans al servei del príncep Enric, van descobrir les illes restants de l'arxipèlag. Quan aquests mariners van desembarcar per primera vegada a Cap Verd, a les illes no hi havia població humana, però sí vegetació.

### Període colonial
Els portuguesos va tornar al 1462 a l'illa de Santiago per fundar Ribeira Grande (ara Cidade Velha), el primer assentament urbà permanent europeu als tròpics, i hi establiren un model administratiu amb capitanies similar al de la resta dels seus arxipèlags atlàntics com Madeira i Porto Santo. El 1476, en ser ocupades les illes de Cap Verd per forces de la corona de Castella durant la Guerra de Successió de Castella, Antonio de Noli va romandre com a governador de Cap Verd sota bandera castellana, i arran del tractat d'Alcaçovas i del restabliment del domini portuguès a les illes, el rei portuguès el va mantenir com a governador, però el seu mandat va ser limitat.
A Espanya anava creixent el moviment de conquesta cristiana amb la seva missió d'ocupar terres als musulmans que havien arribat per primera vegada com a conqueridors al segle viii. També va sorgir el 1492 la Inquisició espanyola en la seva màxima expressió d'antisemitisme. Es va estendre a la veïna Portugal quan els reis João II i en especial Manuel I va decidir el 1496 exiliar milers de jueus a l'illa de São Tomé, a l'illa de Príncipe i a Cap Verd.
El portuguesos aviat hi portaren esclaus de la costa d'Àfrica Occidental. Situat en les grans rutes comercials entre Àfrica, Europa, i el nou món, l'arxipèlag va prosperar en el segle xvi gràcies al comerç atlàntic d'esclaus.
La prosperitat de les illes, però, provocà una atenció no desitjada en forma de saqueig a mans de molts pirates d'Anglaterra, incloent-hi Francis Drake, que el 1582 i 1585 saquejà Ribeira Grande. Després d'un atac francès el 1712, la ciutat va perdre importància en relació amb Praia, que se'n va convertir en la capital el 1770.

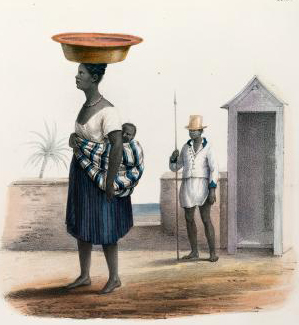
Habitants de Cap Verd, 1830

Escut d'armes de Cap Verd durant el període colonial

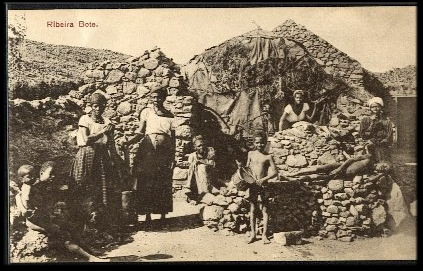
Vella postal de Sao Vicente

### Sequeres i fams
El 1747 les illes van ser colpejades amb la primera de les moltes sequeres que han patit des de llavors, amb un interval mitjà de cinc anys. La situació es va veure agreujada per la desforestació i el pasturatge excessiu, que en destruí la vegetació natural. Tres grans sequeres en els segles xviii i xix van provocar que més de 100.000 persones morissin de fam.

### Abolició del tràfic d'esclaus
El declivi del lucratiu comerç d'esclaus en el segle xix va provocar un altre cop a l'economia del país. La fràgil prosperitat en va desaparèixer lentament. L'apogeu colonial de Cap Verd havia acabat.

#### Emigració als Estats Units
Va ser en aquests temps en què molts capverdians van començar a emigrar a Nova Anglaterra. Aquesta era una destinació popular a causa de l'abundància de balenes a les aigües de Cap Verd, i cap al 1810 els vaixells baleners de Massachusetts i Rhode Island reclutaven tripulacions de les illes de Brava i Fogo.

### Port de Mindelo
A finals del segle xix, amb l'arribada del transatlàntic, la posició de les illes a cavall de rutes marítimes de l'Atlàntic va fer de Cap Verd un lloc ideal per abastir els vaixells amb combustible (carbó importat), aigua i bestiar. A causa del seu excel·lent port, Mindelo (a l'illa de São Vicente) esdevingué un important centre comercial durant el segle xix, principalment a causa que els britànics va utilitzar Cap Verd com a dipòsit d'emmagatzematge de carbó cap a les Amèriques. La zona del port a Mindelo fou desenvolupada pels britànics amb aquest propòsit.
L'illa es convertí en una carbonera i estació de cable submarí, i hi havia molt de treball per als habitants locals. Aquesta fou l'època d'or de la ciutat, que la convertí en l'actual capital cultural del país. Durant Segona Guerra Mundial l'economia s'enfonsà perquè el tràfic de vaixells es va reduir dràsticament. A mesura que la indústria del carbó britànica entrà en declivi en la dècada de 1980, aquesta font d'ingressos es va assecar, i Gran Bretanya van haver d'abandonar els seus interessos a Cap Verd, cosa que provocà l'última vaga en una economia local altament dependent.
Durant la Segona Guerra Mundial, els submarins U-Boot que operaven a la zona de l'Atlàntic i del Mediterrani sovint es desplaçaven a fer reparacions i a proveir-se de combustible o subministraments a estats neutrals com ara Portugal o Espanya. A l'Atlàntic, però, algun cop van concórrer a les illes de Cap Verd per fer-ho.
Entre el 27 i el 28 de setembre de 1941, l'U68 va fer una parada a l'abadia de Tarafal, a l'illa de Santo António, per obtenir 4 torpedes de l'U111. Entre el 27 i el 28 de setembre de 1941, l'U111 arribà més aviat per transferir un tripulant a casa a l'U68, el qual va colisionar amb un vaixell mercant britànic. Després de donar els 4 torpedes a l'U68, va tornar a l'acció. El 14 de juliol, l'U977 feu un viatge de 68 dies fins a l'Argentina. Durant aquest viatge va passar per Cap Verd perquè la seva tripulació pogués descansar.

## La lluita per la independència
Tot i que els capverdians van ser tractats malament pels amos colonials, els van tractar lleugerament millor que als africans d'altres colònies portugueses. A causa de la seva pell més clara, una petita minoria va rebre educació i Cap Verd fou la primera colònia afroportuguesa a tenir una escola d'educació superior. En el moment de la independència, una quarta part de la població sabia llegir, enfront del 5% a la Guinea portuguesa (ara Guinea Bissau).
Aquesta circumstància es tornà en contra dels portuguesos, ja que els il·lustrats capverdians s'adonaren que el govern portuguès no feia res per evitar les freqüents erupcions volcàniques, sequeres i fam que provocaven malalties epidèmiques. Milers de persones van morir de fam durant la primera meitat del segle xx. Encara que el moviment nacionalista semblava menys fervent a Cap Verd que en altres possessions africanes de Portugal, l'intel·lectual capverdià Amílcar Cabral fundà al seu exili a Conakry el 1956 amb altres nacionalistes panafricans el Partit Africà per la Independència de Guinea i Cap Verd (PAIGC), que es vincula a la lluita per l'alliberament de la Guinea Portuguesa (actual Guinea Bissau).
Amílcar Cabral va morir assassinat el 1973.
El 1926 Portugal s'havia convertit en una dictadura dretana que considerava les colònies com una frontera econòmica, que seria desenvolupada en interès de Portugal i els portuguesos. Les fams freqüents, la desocupació, la pobresa i el fracàs del govern portuguès per tractar aquests temes provocaren ressentiment. El dictador portuguès António de Oliveira Salazar no estava disposat a renunciar a les colònies tan fàcilment com els britànics i francesos havien renunciat a les seves.
Després de la Segona Guerra Mundial, Portugal tenia la intenció d'aferrar-se a les antigues colònies, des de 1951 anomenades territoris d'ultramar. Quan la majoria de les antigues colònies africanes va obtenir la independència el 1957-1964, els portuguesos encara les mantenien. En conseqüència, després de la massacre de Pijiguiti la gent de Cap Verd i Guinea Bissau lliurà una de les més llargues guerres africanes d'alliberament.
Després de la caiguda del règim portuguès (Revolució dels clavells d'abril de 1974), el malestar generalitzat va obligar el govern a negociar amb el PAIGC, i el 5 de juliol de 1975 Cap Verd va aconseguir la independència de Portugal.

## El govern de partit únic
Immediatament després del cop d'estat de novembre de 1980 a Guinea Bissau (Guinea portuguesa declarà la seva independència el 1973 i li fou reconeguda el 1974), les relacions entre els dos estats es van tensar. El pla d'unificació política de Cap Verd amb Guinea Bissau fracassà el 1980 a causa del cop militar en aquell país que deposà al president Luís de Almeida Cabral, germà d'Amílcar Cabral. Cap Verd abandonà la seva esperança d'unitat amb Guinea Bissau i formà el Partit Africà per la Independència de Cap Verd (PAICV). Els problemes es van resoldre i dos anys més tard les relacions entre els països es restabliren. El PAICV i el seu predecessor establiren un sistema unipartidista d'inspiració marxista i van governar Cap Verd des de la independència fins a 1990. Aristides Pereira va ser investit com el primer president del nou país.

## La transició democràtica
En resposta a la creixent pressió per a una obertura política, el PAICV convocà un congrés d'emergència al febrer de 1990 per discutir els canvis proposats a la Constitució per posar fi al sistema unipartidista. Els grups d'oposició s'agruparen per formar el Moviment per la Democràcia (MpD) a Praia a l'abril de 1990. En conjunt, va fer campanya pel dret a presentar-se a les eleccions presidencials prevista per a desembre de 1990. El sistema unipartidista va ser abolit el 28 de setembre de 1990, i es convocaren eleccions multipartidistes per primera vegada el gener de 1991. El PAICV va renunciar a les idees marxistes i el 1992 aprovà una Constitució democràtica.
El MpD obtingué la majoria d'escons a l'Assemblea Nacional, i el candidat presidencial António Mascarenhas Monteiro derrotà al candidat del PAICV pel 73,5% dels vots emesos a 26,5%. Va substituir el primer president del país, Aristides Pereira, que havia governat des de 1975.
A les eleccions legislatives de Cap Verd de 1995 augmentà la majoria del MpD en l'Assemblea Nacional. El partit va obtenir 50 dels 72 escons de l'Assemblea Nacional. Les eleccions presidencials de febrer de 1996 donaren novament la presidència a António Mascarenhas Monteiro. Les eleccions de desembre de 1995 i febrer de 1996 es consideraren lliures i justes per observadors nacionals i internacionals.
A les eleccions legislatives de Cap Verd de 2001 el PAICV va obtenir 40 dels 72 escons de l'Assemblea Nacional. El líder del partit, José Maria Neves fou nomenat primer ministre. En una elecció presidencial molt ajustada, Pedro Pires, del PAICV, va derrotar Carlos Veiga, del Moviment per la Democràcia, amb una diferència de tot just 17 vots per a un electorat de més de 151.000 persones.